# Impossible Princess
Impossible Princess —en español: Princesa imposible—es el sexto álbum de estudio de la cantante pop australiana Kylie Minogue. Fue lanzado por Deconstruction Records el 23 de marzo de 1998 en Reino Unido, y recibió críticas mixtas variando a muy positivas. El álbum fue producido por Dave Ball, Ingo Bauk y Brothers in Rhythm. Muchos críticos complementaron su madurez y su confianza lírica en las letras, mientras otros lo llamaron un álbum nada inspirador. Impossible Princess fue un éxito en Australia, alcanzando el puesto número cuarto en las listas musicales australianas, número uno en la Australian Music Report en enero de 1998, y fue certificado con doble platino por la venta de 140,000 copias en 1998. El álbum fue una decepción comercial en Reino Unido y sólo vendió 44,000 copias en 1998, muy por debajo de sus álbumes anteriores Kylie Minogue y Let's Get to It.
El álbum representa un cambio en el estilo musical de Minogue e incluye varias instrumentos en vivo. Impossible Princess se convierte en el primer álbum donde Minogue toma todo el control creativo, que resulta en su contribución para todas las letras que aparecen en el álbum. El álbum fue retitulado Kylie Minogue en el último minuto en Reino unido seguido de la muerte de la princesa Diana de Gales, en agosto de 1997. Una edición remasterizada de Impossible Princess fue editada por BMG en 2003 con un disco adicional de remixes y lados B.
Es el segundo y último álbum grabado por la artista en Deconstruction Records, antes de su compra por BMG, y la apertura de M People Records, la empresa propia de la banda musical M People. Ha llegado a vender alrededor de 500.000 discos desde su lanzamiento, está certificado a plata en Reino Unido, y 2 veces platino en Australia.

## Información del álbum
En 1995, Minogue grabó la canción «Where the Wild Roses Grow», un dueto con el músico rock australiano Nick Cave. La letra de la canción narra un asesinato desde los ambos puntos de vistas como el asesino (Cave) y su víctima (Minogue). Ese año, ella recitó la letra para «I Should Be So Lucky» como una poesía en el Royal Albert Hall por sugerencia de Cave. Ella, más tarde, se le acredita entregando a ella la confianza de expresarse a través de su música, diciendo, «él me enseñó a no desviarse demasiado de lo que soy, sino a ir más allá, probar cosas diferentes, y nunca perder de vista a mi misma en el corazón. Para mí, la parte más difícil era liberar el centro de mí misma y ser totalmente sincera en mi música».
El siguiente año, Minogue comienza una relación el fotógrafo francés Stéphane Sednaoui. Juntos se embarcan en una serie de viajes por Reino Unido y el sur de China en una misión de su autodescubrimiento. Los viajes y su relación con Sednaoui hicieron que Minogue se sintiera libre para expresar su propia creatividad y talento. Sednaoui, también, introdujo en ella los trabajos de músicos como Björk, Shirley Manson y su banda Garbage, el artista japonés Towa Tei y la banda U2, todos los cuales puedan influir en los estilos musicales de Impossible Princess.

## Grabación y producción
Brothers in Rhythm, un dúo de música house integrado por Steve Anderson y Dave Seaman, fueron elegidos como los principales productores del álbum. En 1995, Minogue y Brothers in Rhythm comenzaron a grabar demos en borrador en los estudios Real World en Bath, Inglaterra. Los demos consistían en ideas líricas de Minogue sobre varias voces de fondo. Más tarde, los demos fueron rearreglados e instrumentos reales fueron añadidos para reemplazar los samples o los teclados que inicialmente emularon a ellos. Todas las cuerdas y los arreglos de orquesta fueron grabados en los estudios Sarm West en Londres por Anderson y Gavyn Wright, y a mediados de 1996, el álbum fue mezclado en los estudios Readl World por Alan Bremmer. La grabación de Impossible Princess tomó cerca de dos años, convirtiéndose el período de tiempo más largo, Minogue tuvo que trabajar en un proyecto desde su tiempo en el soap opera australiano Neighbours. Más tarde, Anderson explicó que el álbum tomó un largo tiempo para grabar «debido al puro perfeccionismo de toda la creatividad involucrada».

## Escritura y composición
Minogue comenzó a escribir las letras de canciones para Impossible Princess en 1996 durante sus viajes con Sednaoui a los Estados Unidos y China. Cuando ella retornó, Minogue fue constantemente escribiendo palabras, explorando las formas y los significados de las oraciones. Ella tuvo las letras de canciones escritas antes, pero las llamó «seguras, sólo con palabras ordendas y rimadas, y eso es eso». Para Impossible Princess, ella tomó inspiación de Sednaoui y su propia experiencias como una celebridad. Minogue inicialmente tuvo un tiempo difícil abrazándose a su pasado, buscando atrás en sus tiempos de dolor y de confusos apuros. Confrontando su pasado ayudó a su improvisación y confianza; ella dijo «Esto fue como si escalara el monte Everest, o saltar fuera de un avión. Muchas cosas que tuve que evitar por mucho tiempo están justo aquí. Eso fue lo que Nick (Cave) me dijo. Esto tiene que ser brillante. Esto será confrontará todo de tu pasado, todo en una letal caída en picado. Y él fue el correcto».
En 1996, Minogue colaboró con miembros de la banda de música alternativa Manic Street Preachers. Primero conoció a James Dean Bradfield, vocalista principal de la banda en su casa. Bradfield más tarde envió a ella un demo de «I Don't Need Anyone», que a ella le encantó, declarando esto «fue tan refrescante oír algo tan diferente de lo que había estado trabajando. Para tener algo tan fresco viene de alguien más que estuvo trabajando y tomar el control. Fue un gran descanso para mí». Minogue dio a Bradfield otros dos conjuntos de letras de canciones. Tomó parte de cada conjunto y al juntarlos crean el primer sencillo del álbum «Some Kind of Bliss».
El álbum se convirtió en el primer lanzamiento que contiene canciones compuestas exclusivamente por Minogue. Minogue compuso la canción «Too Far»; los instrumentos adicionales fueron añadidos durante producción. Minogue escribió docenas de canciones con varios productores en un período de dos años, muchos de ellos no lanzados. Después de un conjunto de letras fueran completadas, ella grabaría un demo vocal y evaluaría el potencial de la canción.
Minogue tuvo la libertad más grande para hacer el sonido de Impossible Princess como ella quería. En este álbum, Minogue tuvo más libertad para componer sus canciones. Incluso, el departamento de la A&R de Deconstruction Records no tuvo mucha presencia en la grabación debido al pobre estado de salud de Pete Hadfield, el jefe de la oficina. Eso dejó a Minogue con su control creativo estar sobre el proyecto. En un principio, ella pensó que el álbum contendría varias estilos musicales, pero luego cambio de parecer, declarano, «yo pensé, en parte para justificarme, pero principalmente, porque esto es la verdad que si yo tuviera un álbum completo que sonora como "Some Kind of Bliss" o un álbum completo que sonara como "Too Far", podría ser una mentira porque estoy en todas partes como persona».

## Nombre del álbum y portada

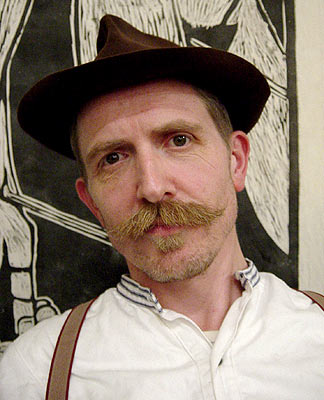
Billy Childish.

El nombre del álbum es una referencia a un libro de poesía escrito por Billy Childish titulado Poemas para romper los corazones de princesas imposibles. El libro se dio a Minogue como un regalo de Nick Cave, y ella ha dicho que los poemas resumen donde estaba en ese momento en su vida. En el Reino Unido y Europa, el título del álbum fue cambiado a Kylie Minogue, tras la muerte de Diana, Princesa de Gales en agosto de 1997. Minogue ha explicado el cambio de nombre:

He vivido con ese título por dos años y tuve que estar lista para hablar con toda la prensa sobre el nombre, pero después de la tragedia de Diana, ocurre que tuvimos que volver a pensarlo. Esto no me impactó inmediatamente, porque encontré esto difícil de comprender. Pero, entonces, pensé, no deseo estar constantemente explicando o entristeciendo personas. Entonces hemos tomado el nombre por ahora, pero me gusta mantener la opción para ponerlo de vuelta en el futuro. Así es como se llama el álbum; simplemente no estará en la portada
 Kylie Minogue

Minogue y Sednaoui quisieron crear una carátula especial tridimensional para una edición especial del álbum. La sesión fotográfica duró una semana, y la recreación de las imágenes requirieron cámaras estáticas múltiples, obligando a Minogue a posar varias horas, hasta cansarse. Para completar el fondo de luces, Sednaoui se vistió de negro de pies a cabeza, corrió y saltó alrededor de ella reflejando luces para crear lo que indicó la artista como "los fondos de los reinos de una princesa imposible". Otros fotógrafos tomaron una sesión de fots, pero finalmente no fueron lanzadas. Esas imágenes incluían a Minogue frente a castillos y ciudades, representando a muchos reinos de una princesa imposible. La carátula tridimensional no quedó en la edición limitada del álbum, pero fue lanzada exclusivamente en Japón, junto con otras cartas de imágenes tridimensionales, las cuales son limitadas.

## Crítica
El álbum recibió drásticamente varias reacciones diferentes de la crítica musical de todo el mundo. La respuesta crítica para el álbum fue abrumadoramente positiva alrededor del mundo, excepto para Reino Unido, donde su crítica fue decididamente negativa. El mayor elogio del álbum vino de Billboard Magazine, quien lo describió como «sorprendente», concluyendo que «esto es un dorada oportunidad comercial para la principal compañía discográfica con la visión y energía para lanzarlo en los Estados Unidos. Un agudo oído detectaría una relación entre Impossible Princess y el álbum exitoso Ray of Light de Madonna». La mayor crítica del álbum vino de Ben Willmott, en una feroz reseña para NME, quien cerró de golpe el trabajo completo y la dirección completa de Minogue, llamándola «un total fraude» que fue «nada convincente». Específicamente, él criticó fuertemente las colaboraciones de Minogue con James Dean Bradfield, llamando a "Some Kind of Bliss" como "supremamente irritante". En última instancia, entregó al álbum cuatro estrellas sobre diez.
Slant Magazine incluyó al álbum en su lista de junio de 2003, Vital Pop: 50 Essential Pop Albums. Sal Cinquemani, en la reseña de la revista, dijo que el álbum está «llena con muchas canciones trance de himno», como el «espacial y delirante "Say Hey"», «híbrido techno/rock al estilo Chemical Brothers en "Limbo"», el «frenético " I Don't Need Anyone», «en "Through the Years evocando al aún único "Venus as a Boy" de Björk» y la «cinemática canción final "Dreams"» que «corre el completo rango de los estilos pero maneja esa cohesión y frescura, aun así seis años después». Es más, él se impresionó con el «marcado personal y las cuerdas unificadas» en el álbum, donde «Minogue ferozmente declara su independencia pero admite a su innata vulnerabilidad». Finalmente, el nota al álbum encontrarla «estirando un camino más allá de cualquier cosa que ella tuviera que hacer antes (o cualquier cosa que ella tuviera que hacer desde entonces)» y «es el trabajo de una artista dispuesta a tomar riesgos, no una reina del pop preocupada por preservar su reinado». Él calificó al álbum con cuatro estrellas sobre cinco.
John Mangan, en una crítica para la revista The Age, indicó: «El álbum suena perfecto y constituye un paso derecho en la carrera de la artista». El crítico mostró su preferencia por las canciones «Cowboy Style» y «Jump». Who Magazine, de Australia, comparó el estilo vocal de Minogue con el de una joven Sinéad O'Connor, acreditándola por su rango en los estilos vocales del álbum, y le entregó 8 de 10 estrellas.

## Sencillos
- «Some Kind of Bliss», el primer sencillo, se convirtió en el sencillo menos éxito de Minogue, alcanzando el puesto número 22 en el Reino Unido y veintisiete en Australia. Escrito con James Dean Bradfield de Manic Street Preachers, la canción entregó a Minogue un sonido afilado, con guitarras tomando el lugar de las baterías incluyendo sus primero esfuerzos.[22] El sencillo fue lanzado en la semana del funeral de la princesa Diana y fue contra «Candle in the Wind 1997» de Elton John, que se convirtió en el sencillo más vendido en el Reino Unido, vendiendo 658,000 copias en el país, y 1,5 millones de copias en su primera semana y quedaría en número uno por 5 semanas.
- El segundo sencillo «Did It Again» incluye un agresivo estilo vocal, con influencias alternativas y del este.[23] Se convirtió en un éxito para Minogue en Reino Unido y Australia.[24] La canción también incluye un video musical, dirigido por Pedro Romanhi. Mninogue satiriza su imagen en el video, haciendo las cuatro encarnaciones de su carrera: «Indie Kylie», «Dance Kylie», «Sex Kylie» y «Cute Kylie», batallando por la supremacía.
- «Breathe», el tercer sencillo, alcanzó el top veinte en Reino Unido, así como el top treinta en Australia. Fue moderadamente exitoso en partes del mundo, alcanzando número uno en Israel.[25]
- «Cowboy Style» fue exclusivamente lanzado como un sencillo en Australia debido al éxito de Intimate and Live de Minogue. Fue posicionado en listas en el número treinta y nueve en ARIA Singles Chart.

### Sencillos cancelados
Una de las canciones del álbum final, «Limbo», originalmente iba a ser el primer sencillo del álbum, pero fue cancelado en favor de «Some Kind of Bliss», del cual se lanzó como lado B. También se propuso como sencillo «Love Takes Over Me», cuando hacía el camino final al álbum.

## Lista de canciones
| Edición estándar |                       |                                           |                                   |          |  |
| N.º              | Título                | Escritor(es)                              | Productor(es)                     | Duración |  |
| 1.               | «Too Far»             | Kylie Minogue                             | Minogue, Brothers in Rhythm       | 4:43     |  |
| 2.               | «Cowboy Style»        | Minogue, Dave Seaman, Steve Anderson      | Brothers in Rhythm                | 4:44     |  |
| 3.               | «Some Kind of Bliss»  | Minogue, James Dean Bradfield, Sean Moore | Dave Eringa, James Dean Bradfield | 4:13     |  |
| 4.               | «Did It Again»        | Minogue, Anderson, Seaman                 | Brothers in Rhythm                | 4:22     |  |
| 5.               | «Breathe»             | Minogue, Dave Ball, Ingo Vauk             | Minogue, Ball, Vauk               | 4:38     |  |
| 6.               | «Say Hey»             | Minogue                                   | Brothers in Rhythm                | 3:37     |  |
| 7.               | «Drunk»               | Minogue, Anderson, Seaman                 | Brothers in Rhythm                | 3:59     |  |
| 8.               | «I Don't Need Anyone» | Minogue, Bradfield, Nick Jones            | Eringa, Bradfield                 | 3:13     |  |
| 9.               | «Jump»                | Minogue, Rob Dougan                       | Dougan                            | 4:03     |  |
| 10.              | «Limbo»               | Minogue, Ball, Vauk                       | Ball, Vauk                        | 4:05     |  |
| 11.              | «Through the Years»   | Minogue, Ball, Vauk                       | Ball, Vauk                        | 4:20     |  |
| 12.              | «Dreams»              | Minogue, Anderson, Seaman                 | Brothers in Rhythm                | 3:44     |  |

| Edición para Japón |         |                     |               |          |  |
| N.º                | Título  | Escritor(es)        | Productor(es) | Duración |  |
| 13.                | «Tears» | Minogue, Ball, Vauk | Ball, Vauk    | 4:27     |  |

| Relanzamiento (disco adicional) |                                        |                           |                                    |          |  |
| N.º                             | Título                                 | Escritor(es)              | Productor(es)                      | Duración |  |
| 1.                              | «Love Takes Over Me» (versión álbum)   | Minogue, Anderson, Seaman | Brothers in Rhythm                 | 4:19     |  |
| 2.                              | «Too Far» (Inner Door mix)             | Minogue                   | Brothers in Rhythm, Philip Steir   | 6:19     |  |
| 3.                              | «Did It Again» (Did It Four Times mix) | Minogue, Anderson, Seaman | Brothers in Rhythm, Steir          | 5:49     |  |
| 4.                              | «Breathe» (Tee's Dancehall mix)        | Minogue, Ball, Vauk       | Ball, Vauk, Todd Terry             | 6:21     |  |
| 5.                              | «Tears»                                | Minogue, Ball, Vauk       | Ball, Vauk                         | 4:27     |  |
| 6.                              | «Too Far» (Junior's Riff dub)          | Minogue                   | Brothers in Rhythm, Junior Vásquez | 5:49     |  |
| 7.                              | «Breathe» (Tee's Dub of Life)          | Minogue, Ball, Vauk       | Ball, Vauk, Terry                  | 7:55     |  |
| 8.                              | «Some Kind of Bliss» (Quivver mix)     | Minogue, Bradfield, Moore | Eringa, Bradfield, John Graham     | 8:39     |  |
| 9.                              | «Did It Again» (Razor-n-Go dub)        | Minogue, Anderson, Seaman | Brothers in Rhythm, Razor-n-Go     | 9:53     |  |
| 10.                             | «Breathe» (Tee's Glimmer mix)          | Minogue, Ball, Vauk       | Ball, Vauk, Terry                  | 4:46     |  |
| 11.                             | «Too Far» (North Pole mix)             | Minogue                   | Brothers in Rhythm, Steir          | 5:54     |  |
| 12.                             | «This Girl» (demo)                     | Minogue, Uschi Classen    | Classen                            | 3:09     |  |

En la edición de Japón, supuestamente, no se supo el nombre del bonus track hasta el lanzamiento de Did It Again, de la cual Tears es lado B.

## Sesiones de grabación

### Lados B y canciones de compilaciones
Aquí se muestra una lista de canciones de la sesión de grabación del álbum que salieron como lado B de los sencillos del álbum (se incluyen lados B aparecidos en el álbum), y de canciones grabadas en la sesión que fueron lanzadas en compilaciones de la artista.
| Título                  | Duración                                          | Escritores                                   | Origen y aparición: |
| ----------------------- | ------------------------------------------------- | -------------------------------------------- | --- |
| Love takes over me      | - 4:19 (Original Version) - 4:09 (Single Version) | Kylie Minogue / Steve Anderson / Dave Seaman | - Su origen remonta a las sesiones de 1996. Originalmente iba a salir en el álbum, pero fue removida de la lista en extrañas circunstancias. - Incluido como lado B de los sencillos Some kind of bliss, versión del vinilo de Reino Unido, y Cowboy style. - Aparece en el 2º CD de la edición especial del álbum, lanzada en 2003. - Lanzado en el EP Other Sides.                                             |
| GBI: German Bold Italic | - 6:55 (Album Version) - 3:31 (Radio Edit)        | Kylie Minogue / Towa Tei                     | - Grabado en las sesiones de 1997 del álbum de Towa Tei, Sound Museum. |
| Tears                   | 4:27                                              | Kylie Minogue / Dave Ball / Ingo Vauk        | - Bonus track de la pista 13, edición japonesa del álbum. - Incluido como lado B del sencillo Did it again. - Aparece en el 2º CD de la edición especial del álbum, lanzada en 2003. |
| Stay this way           | 4:34                                              | Kylie Minogue / Steve Anderson               | - Una de las canciones grabadas en 1996 en las primeras sesiones del álbum. - Fue subida a internet en formato MP3 de mala calidad, en 1998. - Se mantuvo inédita hasta el 2000, 4 años más tarde, donde se lanzó en el compilatorio Hits+. |
| This girl               | 3:09                                              | Kylie Minogue / Uschi Classen                | - Una de las canciones grabadas en 1996, en las primeras sesiones del álbum. No se supo de su existencia hasta su lanzamiento. - Se mantuvo inédita hasta el 2000, 4 años más tarde, donde se lanzó en el compilatorio Hits+. Esta canción aparece en la versión australiana y británica de dicho álbum. Omitida en el resto del mundo. - Aparece en el 2º CD de la edición especial del álbum, lanzada en 2003. |
| Take me with you        | 9:10                                              | Kylie Minogue / Steve Anderson               | - Una de las canciones grabadas en 1996, de las primeras sesiones del álbum. - Fue subida a internet en formato MP3 de mala calidad, en 1998. - Se mantuvo inédita hasta el 2000, 4 años más tarde, donde se lanzó en el compilatorio Hits+. |

### Canciones inéditas y material lanzado en internet
La siguiente lista tiene canciones que fueron grabadas en las sesiones, pero que no fueron lanzadas ni en el álbum, ni en cualquier otro disco de Kylie Minogue. También destaca a las canciones que enteras, o cuyo pedazo, fue introducido a Internet.
| Título              | Duración | Escritores                                   | Origen y aparición: |
| ------------------- | -------- | -------------------------------------------- | --- |
| You're the one      | 4:07     | Kylie Minogue / Steve Anderson               | - Su origen remonta a las primeras sesiones de 1996. - Fue subida a Internet en formato MP3 de mala calidad en 1998.                                         |
| (All right) Now     | 3:31     | Kylie Minogue / Dave Seaman / Steve Anderson | - Canción grabada en las primeras sesiones, en 1996. - Fue subida a Internet en fecha indefinida, siendo una de las canciones más difíciles de encontrar.    |
| Impossible princess | 3:44     | Kylie Minogue / Dave Seaman / Steve Anderson | - Canción grabada en 1997 en las nuevas sesiones del álbum. - Remezclada y retitulada Dreams, fue incluida en el álbum.                                      |
| Free                | -        | Kylie Minogue / Dave Seaman / Steve Anderson | - Canción de la sesión de 1997, no grabada, pero tocada en la gira de Intimate And Live Tour. En la misma gira Kylie confesó que escribió la canción en 1995 |

### Canciones inéditas inconfirmadas
Hay una serie de canciones cuya información acerca de los escritores, los compositores, los productores y la duración de la grabación no está disponible. Entre estas canciones están:
- Floating
- Fallen angel
- Let it go
- Looking down on me
- Miles
- Something that we started
- Soon
- Stay with me

## Posiciones de listas y certificaciones

### Posiciones en listas de álbumes
| Lista (1997-2022)               | Posición más alta |
| ------------------------------- | ----------------- |
| Australia (ARIA)                | 3                 |
| European Albums (Music & Media) | 39                |
| Alemania (Offizielle Top 100)   | 25                |
| Italia (FIMI)                   | 7                 |
| Scottish Albums (OCC)           | 10                |
| España (PROMUSICAE)             | 25                |
| UK Albums (OCC)                 | 5                 |

### Certificaciones
| País        | Industria | Certificación: | Ventas:              |
| ----------- | --------- | -------------- | -------------------- |
| Australia   | ARIA      | 2x Platino     | Más de 70.000 ventas |
| Reino Unido | BPI       | Plata          | 100.000 ventas       |

## Sencillos
| Título             | Duración                                             | Lanzamiento:            | Escritores                                        | Productores                           |
| ------------------ | ---------------------------------------------------- | ----------------------- | ------------------------------------------------- | ------------------------------------- |
| Some Kind of Bliss | - 4:13 (Regular version) - 4:07 (Australian version) | 8 de septiembre de 1997 | Kylie Minogue / James Dean Bradfield / Sean Moore | James Dean Bradfield / Dave Eringa    |
| Did It Again       | - 4:14                                               | 24 de noviembre de 1997 | Kylie Minogue / Dave Seaman / Steve Anderson      | Brothers In Rhythm                    |
| Breathe            | - 4:38 (Album version) - 3:39 (Radio edit)           | 8 de marzo de 1998      | Kylie Minogue / Dave Ball / Ingo Vauk             | Kylie Minogue / Dave Ball / Ingo Vauk |
| Cowboy Style       | - 4:44 (Album Version) - 3:51 (Single Version)       | 18 de agosto de 1998    | Kylie Minogue / Dave Seaman / Steve Anderson      | Brothers In Rhythm                    |
| Too Far            | - 4:43                                               | 1998                    | Kylie Minogue                                     | Kylie Minogue / Brothers In Rhythm    |